# Mavrick Boejoekoe
Mavrick Boejoekoe is een Surinaams bestuurder. Hij was van 2012 tot 2016 districtscommissaris van Paramacca. Sinds 2020 is hij directeur op het ministerie van Regionale Ontwikkeling en Sport.

## Biografie
Mavrick Boejoekoe is lid van de Algemene Bevrijdings- en Ontwikkelingspartij (ABOP). Hij werkte van 2010 tot 2012 tweeënhalf jaar als senior-beleidsmedewerker op het ministerie van Sociale Zaken en Volkshuisvesting. Verder werkte hij een tijd lang als projectmanager voor projecten in het binnenland voor de Nationale Vrouwenbeweging en was hij actief voor de Pater Ahlbrinck Stichting.
Op 25 juli 2012 werd hij beëdigd als districtscommissaris (dc) van Paramacca, met zetel in Langatabbetje. Een speerpunt vormde bij zijn aantreden onderwijs. Daarnaast richtte hij zich op de beschikbaarheid van schoon drinkwater. Tijdens zijn bestuur kreeg hij in 2013 te maken met wateroverlast in het Cotticagebied. In augustus werkte hij actief mee aan een tweedaags programma tijdens Carifesta XI, waarbij hij de bewoners bekend maakte met de inhoud van het evenement.
Rond april/mei 2015 was er onrust in het gebied waarbij een doorgaande weg werd gebarricadeerd. Er was onvrede onder bewoners dat er te weinig vaste banen uit Surgold voortkwamen en ondernemers in het gebied niet met voorkeur werden behandeld. Daarnaast wilden goudzoekers nieuwe werkgebieden zien. Het conflict werd rond 5 mei beslecht.
In 2015 werd door een deel van het traditionele gezag van de Saramaccaners vervanging voor Boejoekoe gevraagd. Zij klaagden dat hij vaker in Paramaribo zou zijn voor studie dan in het bestuursressort en over fouten die hij zou hebben gemaakt die hersteld moesten worden. Hij bleef aan en werd uiteindelijk in juni 2016 tijdens een grootschalige reshuffling door president Desi Bouterse vervangen voor Margaretha Malontie.
Van 2015 tot 2020 had hij vijf jaar lang zitting in de Youth Education and Leadership Foundation (YELF). Aansluitend trad hij in november 2020 aan als directeur van het ministerie van Regionale Ontwikkeling en Sport. Daarnaast bleef hij aan als adviseur voor de YELF.